# Dubstep
A dubstep egyike a legfiatalabb elektronikus zenei műfajoknak: szárba szökkenését 1999-2000-re datálják, szülőhelye London.

## Jellemzői
A dubstep eredete a szintén "brit találmányként" aposztrofálható uk garage-ból vezethető le: a pattogó, gyors, r'n'b vokálokkal és a korai drum and bassból ismert basszusokkal megtűzdelt, alapvetően optimista kicsengésű műfajban akadtak kísérletező kedvű producerek, akik a sémát és annak tempóját - körülbelül 140-150 bpm - alapul véve egy sokkal sötétebb, ridegebb hangzásban kezdtek gondolkodni. Elhagyták a vidáman szökellő énekeket, a buja érzelmekre rájátszó összhangzatot, a hangszerelést eltolták a minimalizmus felé, és, ami végérvényesen lerakta az új műfaj alapköveit: a szikár ritmusképletet gyomorrengető szubbasszusokkal és dubos visszhangokkal toldották meg. Az eredmény végül egy olyan hangzás lett, aminél perpillanat talán semmi sem viseli magán hitelesebben a szmoggal körbefont, rideg, urbánus létforma elidegenedettségének érzését.

## Jelentősebb producerek
| Creo - Ajapai - BassReaper - Four Eyes - Appleblim - Bare Noize - Benga - Borgore - Boxcutter - Skimm - Caspa - REAPER - ChroomaX - Midnight Tyrannosaurus - Datsik - D1 - Digital Mystikz - Distance |  | - Drop the Lime - FuntCase - Hatcha - Horsepower Productions - Joe Nice - Wubbaduck - MONXX - Knife Party - Kode9 - Kromestar - Loefah - Milanese - Syn - N-Type - Nero - Pinch - The Plastician - Kill The Noise - Badklaat - Requake - Ry Legit - Ace Aura - Awoltalk - Kryptic minds - Biome - Pressure (alias The Bug) - Rusko - Scuba - Shackleton - Skrillex - Skream - Spag Heddy - Tech Itch - Tes La Rok - Various Productions - Vex'd - Youngsta - Zomboy - Virtual Riot |

## Magyarországi megjelenése
Hazánkban a dubstep már a 2000-es évek első felében lelkes követőkre talált: közéjük tartozik cOp, akinek tollából az első ilyen témájú cikk született meg 2003-ban a Freee Magazinban, a műfajt 2004 óta Dawn Tempo című műsorával a Tilos Rádióban is népszerűsítő DST és Confused, a hasonlóképpen cselekvő, de a kizárólag weben keresztül hallgatható Töréspont Rádió DJ-jeként tevékenykedő Gumilap, illetve Kebab – ők hárman az első magyar dubstep klubest, a Dub Phase házigazdái is egyben –, valamint Ret3k, továbbá Cadik, akitől a DJ Palotaival vállvetve bonyolított, heti rendszerességű klubest, a Rewind bemelegítő szekciójában csíphetünk el egy-egy gyöngyszemet a műfajból. A lemezlovasokon túl Ekaros a produceri oldalt erősíti, ezen kívül magyar dubstepelőadók: Banyek, DJ Madd, WaTa, Matt-U, Sollabong, Noise64, Relok, Distopia, Firedog, B:Azta, Kong, Treend, Myamo, Background, Vitrion, Leap is színesítik a műfajt.
2010 novemberében Otherside néven új, havonta jelentkező sorozat indult, mely elsősorban az újhullámos dubstepzenékre koncentrálva a műfaj legnagyobb neveit hozza el hazánkba (Flux Pavilion, Borgore, Bar9, Bare Noize, Cookie Monsta, Chrispy, Jakes, Mensah, 16bit, Subscape,... stb.).

### Nemzetközi oldalak
- DubstepForum a fórumok fóruma
- FWD meghatározó dubstep/grime klubest
- Tempa Records alapvető kiadó

### Hazai oldalak
- Otherside a legnagyobb hazai bulisorozat
- Bassportal dnb+dubstep zenei magazin
- Dubstep.hu a "hivatalos" magyar site
- Dubstepic sphere minden ami dubstep
- Dubstep fórum az IPC vonatkozó fóruma
- Datastormer DST oldala
- cOp.underground.hu cOp oldala
- Ekaros Ekaros' Space
- Urban Heroes Dubstep